# Văn hóa Singapore

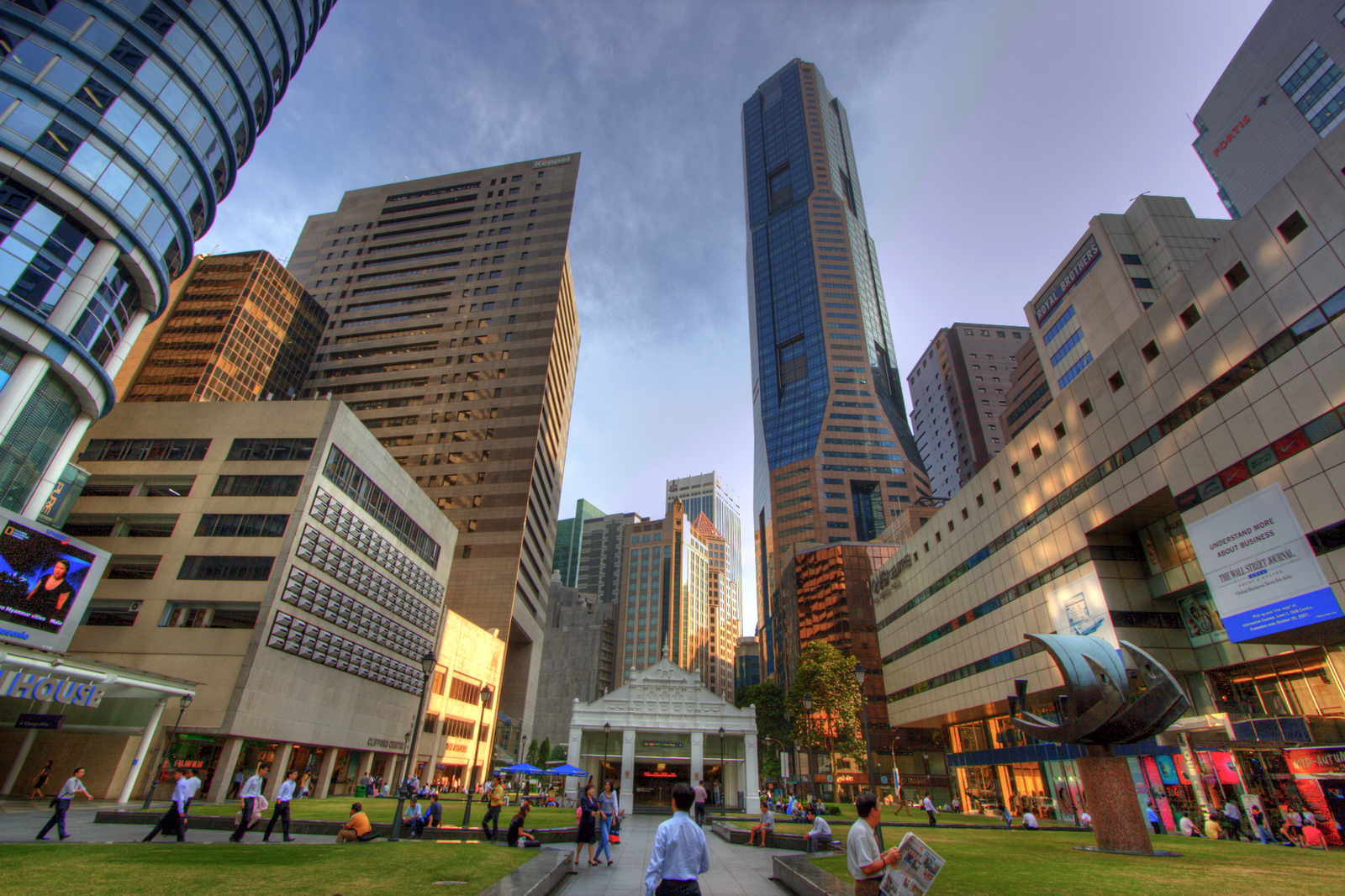
Quảng trường trung tâm của Raffles Place

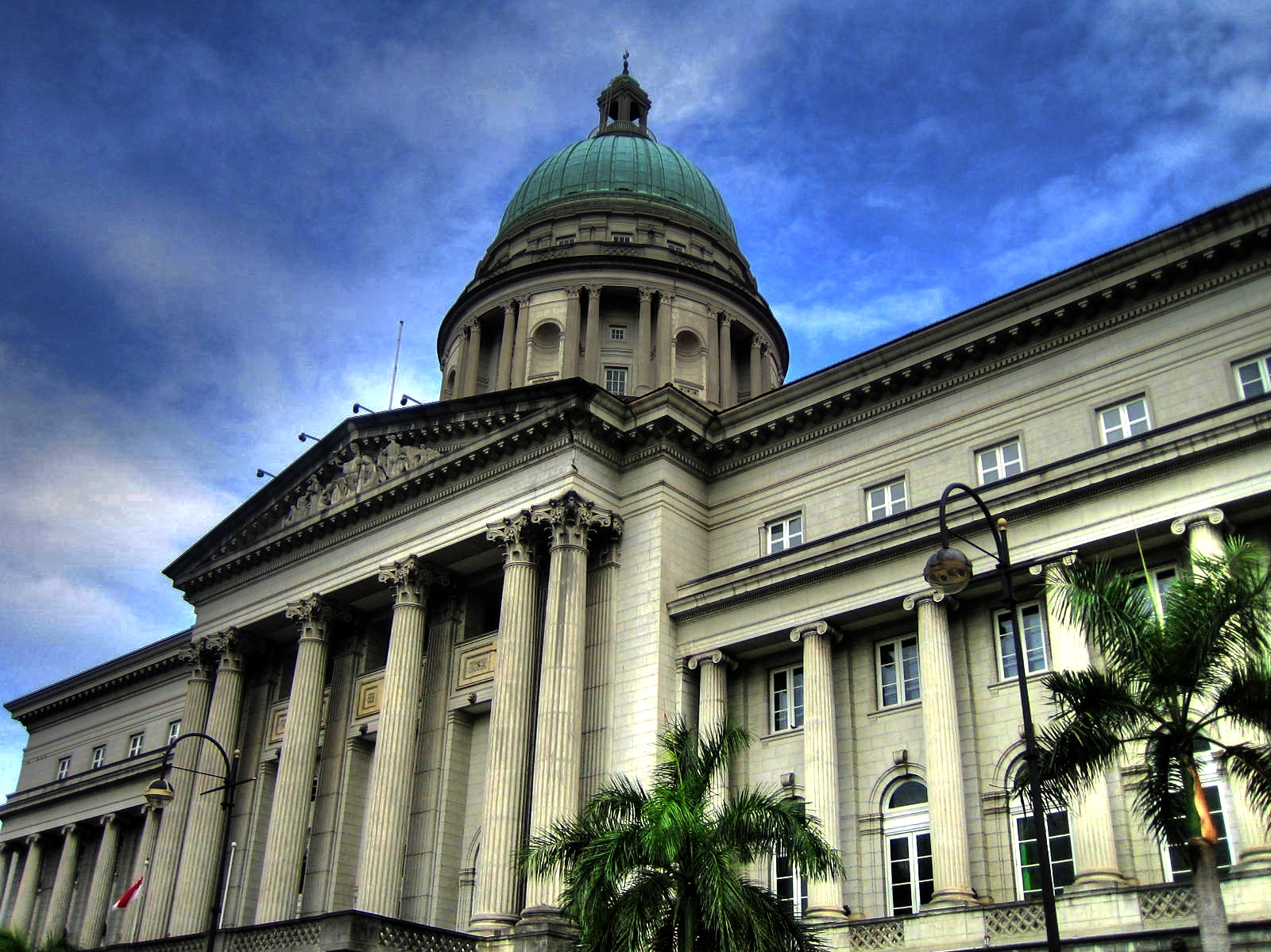
Tòa án tối cao cũ của Singapore

Văn hóa Singapore đã thay đổi rất nhiều qua hàng thiên niên kỷ. Văn hóa hiện đại đương đại của nó bao gồm sự kết hợp của các nền văn hóa châu Á và châu Âu, chủ yếu là do ảnh hưởng của Malay, Nam Á, Đông Á và Á-Âu. Singapore đã được mệnh danh là một quốc gia nơi "Đông gặp Tây", "Cửa ngõ châu Á" và "Thành phố vườn".

## Lịch sử
Lịch sử Singapore bắt nguồn từ thế kỷ thứ ba. Đó là một quốc gia chư hầu của nhiều đế chế khác nhau trước khi được Sang Nila Utama tái lập và đổi tên. Hòn đảo được cai trị bởi nhiều vương quốc khác nhau cho đến năm 1819, khi người Anh đến đảo và thiết lập một cảng và thuộc địa. Trong thời kỳ cai trị của Anh, cảng Singapore phát triển mạnh mẽ và thu hút nhiều người di cư. Singapore nằm dưới sự chiếm đóng của Nhật Bản trong Thế chiến II. Sau khi chiến tranh kết thúc, Singapore đã là một quốc gia tự trị trước khi gia nhập Liên bang Malaysia. Singapore trở thành một nước cộng hòa độc lập vào ngày 9 tháng 8 năm 1965.
Quốc gia này có dân số đa dạng với hơn 5,47 triệu người  được tạo thành từ người Hoa, người Mã Lai, người Ấn Độ và người Âu Á (cộng với các nhóm hỗn hợp khác) và người châu Á có nguồn gốc khác nhau, chẳng hạn như người Peranakan, hậu duệ của người di cư Trung Quốc với người Malay hoặc di sản của người Indonesia.

## Thái độ và niềm tin

### Chế độ nhân tài
"Hệ thống chế độ nhân tài ở Singapore đảm bảo rằng những người giỏi nhất và thông minh nhất, bất kể chủng tộc, tôn giáo và nền kinh tế xã hội, được khuyến khích phát triển hết tiềm năng của họ. Mọi người đều được tiếp cận với giáo dục, nơi trang bị cho họ các kỹ năng và kiến thức để kiếm sống tốt hơn. "  Thật vậy, giáo dục Singapore đảm bảo rằng giáo dục tiểu học là bắt buộc đối với tất cả trẻ em từ 7 đến 12 tuổi. Phụ huynh phải nộp đơn xin miễn trừ từ Bộ Giáo dục Singapore để được miễn việc học cho con cái họ theo quy tắc bắt buộc này với những lý do hợp lệ.

### Sự hòa hợp chủng tộc
Singapore là một quốc gia nhập cư thế tục. Các tôn giáo chính ở Singapore là Phật giáo, Kitô giáo, Hồi giáo và Ấn Độ giáo. Chính phủ Singapore nhấn mạnh sự tôn trọng các tôn giáo khác nhau và niềm tin cá nhân.
Để chứng minh tầm quan trọng của việc truyền đạt kiến thức hòa hợp chủng tộc cho thanh thiếu niên, các trường học ở Singapore kỷ niệm Ngày hòa hợp chủng tộc vào ngày 21 tháng 7 hàng năm. Học sinh đến trường mặc trang phục dân tộc khác nhau, và một số lớp chuẩn bị các buổi biểu diễn liên quan đến sự hòa hợp chủng tộc.

### Dân chủ, hòa bình, tiến bộ, công bằng và bình đẳng
Các khái niệm về dân chủ, hòa bình, tiến bộ, công bằng và bình đẳng được biểu tượng hóa thành những ngôi sao trong quốc kỳ Singapore. Tự do trên thế giới xếp hạng Singapore 4 trên 7 về tự do chính trị và 4 trên 7 cho tự do dân sự (trong đó 1 là tự do nhất), với xếp hạng tổng thể là "một phần miễn phí". Các phóng viên không có Biên giới đã xếp hạng Singapore thứ 153 trong số 180 quốc gia trong Chỉ số Tự do Báo chí năm 2015.